# Língua socnesa
Socnês (em árabe: سوكنة; em berbere: ⵜⴰⵙⵓⴽⵏⵉⵜ; romaniz.: Tasuknit) e uma língua berbere oriental falada em Socna e Fogaha. De acordo com Václav Blažek, também era falada no oásis de Tmessa.
A língua de Socna tem alguns poucos empréstimos do árabe e alguns selás. Os materiais mais extensos e recentes sobre ela são Sarnelli (1924) para o ramo de Socna e Paradisi (1963) para o de Fogaha.